# (+)-プレゴンレダクターゼ
(+)-プレゴンレダクターゼ（(+)-pulegone reductase）は、次の化学反応を触媒する酸化還元酵素である。
(1) (–)-メントン + NADP+ = (+)-プレゴン + NADPH + H+
反応式の通り、この酵素の基質は(–)-メントンとNADP+、生成物は(+)-プレゴンとNADPHとH+である。
(2) (+)-イソメントン + NADP+ = (+)-プレゴン + NADPH + H+
反応式の通り、この酵素の基質は(+)-イソメントンとNADP+、生成物は (+)-プレゴンとNADPHとH+である。
組織名は(-)-menthone:NADP+ oxidoreductaseである。